# Gampille
La Gampille est une rivière de France, des deux départements de la Loire et la Haute-Loire, dans la région Auvergne-Rhône-Alpes et un affluent de l'Ondaine, c'est-à-dire un sous-affluent de la Loire.

## Géographie
De 12,5 km de long, elle traverse les communes de Saint-Didier-en-Velay, de Saint-Just-Malmont, de Saint-Ferréol-d'Auroure (où elle donne son nom au Bois de la Gampille) et de Firminy. Elle longe aussi la commune de Fraisses.
La Gampille prend sa source dans le Bois de Bramard, à 850 m d'altitude sur la commune de Saint-Didier-en-Velay.
La Gampille conflue avec l'Ondaine au croisement des trois communes de Firminy, Unieux, Fraisses, à l'ouest de la gare de Firminy, mais à l'est du Château Dorian et du Parc Holtzer, à 447 m d'altitude, juste après être passée sous la route nationale N88 et la voir ferrée Firmimy-Le Puy-en-Velay.

### Communes et cantons traversées
Dans les départements de la Loire et de la Haute-Loire, la Gampille traverse six communes et deux cantons :
- dans le sens amont vers aval : Saint-Didier-en-Velay (source), Saint-Just-Malmont, Saint-Ferréol-d'Auroure, Firminy, Unieux, Fraisses (confluence).

Soit en termes de cantons, la Gampille prend source dans le canton de Saint-Didier-en-Velay, et conflue dans le canton de Firminy, le tout dans les arrondissements d'Yssingeaux et de Saint-Étienne.

### Bassin versant
La Gampille traverse une seule zone hydrologique « L'Ondaine & ses affluents » (K058) de 122 km2.

### Organisme gestionnaire
« L'animation du contrat de rivière et la maîtrise d’ouvrage des travaux d'amménagement de rivière assurées à l'origine par le Syndicat Intercommunal de la Vallée de l’Ondaine (S.I.V.O.) ont été transférées à Saint-Étienne Métropole le 1er janvier 2005. Le S.I.V.O reste maître d'ouvrage des travaux d'assainissement du contrat sous sa compétence ».

## Affluents
La Gampille a dix affluents référencés :
- ? (rd[note 2]), 0,4 km sur la seule commune de Saint-Just-Malmont ;
- le ruisseau la Gampille (rg), 2,3 km sur les deux communes de Saint-Just-Malmont et Saint-Didier-en-Velay avec un petit affluent :
  -  ? (rg), 0,2 km sur la seule commune de Saint-Didier-en-Velay ;
- ? (rg), 0,9 km sur les deux communes de Saint-Ferréol-d'Auroure et Saint-Didier-en-Velay ;
- ? (rd), 0,8 km sur les deux communes de Saint-Ferréol-d'Auroure et Saint-Just-Malmont ;
- l'aqueduc des eaux du Lignon, 71,1 km ;
- ? (rg), 0,8 km sur les deux communes de Saint-Ferréol-d'Auroure et Saint-Just-Malmont ;
- le ruisseau de Combobert (rd) 3,3 km sur les deux communes de Firminy et Saint-Just-Malmont ;
- la conduite forcée des eaux du Lignon, 31,9 km ;
- le Maury (rd), 2,9 km sur les deux communes de Firminy et Saint-Just-Malmont ;
- ?, 1 km sur les deux communes de Fraisses et Saint-Férréol-d'Auroure.

### Rang de Strahler
Donc son rang de Strahler est de trois.